# Presnenski
L'arrondissement Presnienski, Presnenski (russe : Пресненский район), ou encore arrondissement de la Presnia, est un arrondissement du centre de Moscou, situé au nord-ouest du district administratif central. 
Le quartier tient son nom de la rivière Presnia, un petit affluent de la Moskova qui a été totalement voûté dans son parcours urbain depuis 1908. S'y trouvent le zoo de Moscou, la Maison Blanche (siège du gouvernement russe), l'immeuble d'habitation de la place Koudrine (l'un des sept gratte-ciel staliniens de Moscou), l'étang du Patriarche, le cimetière Vagankovo, et le quartier financier de Moskva-City (récemment construit).
 
C'est l'un des arrondissements centraux les plus importants et diversifiés de la ville, combinant des quartiers résidentiels, industriels et administratifs.

## Voies
- Rue Bolchaïa Nikitskaïa
- Rue Malaïa Nikitskaïa
- Rue Spiridonovka

## Églises
- Cathédrale de l'Immaculée-Conception (catholique)
- Église de la Grande-Ascension, porte Nikitskie (orthodoxe)
- Église de la Petite-Ascension, rue Bolchaïa Nikitskaïa (orthodoxe)
- Église Saint-Georges (orthodoxe)
- Église de la Dédicace-de-la-basilique-de-la-Résurrection-de-Jérusalem du cimetière Vagankovo (orthodoxe)
- Église de la Dédicace-de-la-Basilique-de-la Résurrection de Jérusalem, voie Brioussov (orthodoxe)
- Chapelle Sainte-Tatiana de l'université de Moscou, rue Bolchaïa Nikitskaïa (orthodoxe)
- Église Saint-Séraphin-de-Sarov (Moscou-City) (orthodoxe)
- Église de la Nativité-de-Saint-Jean-Baptiste-sur-la-Presnia (orthodoxe)
- Église Saint-Nicolas-des-Trois-Collines (orthodoxe)
- Église Saint-André du cimetière Vagankovo (orthodoxe)
- Église Saint-Jean-sur-la-Bronnaïa (orthodoxe)
- Église de l'Icône-de-Notre-Dame-de-Smolensk, porte Nikitskie (orthodoxe)
- Église de la Dormition, voie Gazetny (orthodoxe)
- Église du Miracle-de-Saint-Michel-Archange (orthodoxe)
- Église des Neuf-Martyrs-de-Cyzique (orthodoxe)
- Église Saint-Nicolas (orthodoxe)
- Chapelle Saint-Alexandre-Nevski (orthodoxe)
- Église arménienne de la Sainte-Résurrection (apostolique arménienne)
- Église arménienne de la Dormition-sur-la-Presnia (apostolique arménienne), détruite dans les années 1920.